# Paonaupactus sobrinus
Paonaupactus sobrinus (лат.) — ископаемый вид жесткокрылых насекомых из рода Paonaupactus семейства долгоносики (Curculionidae). Обнаружены в эоценовом балтийском янтаре Дании.

## Описание
Длина тела 4,5 мм, ширина 1,75 мм, высота 1,65 мм. Усики 9-члениковые, булава состоит из 1 сегмента. Скапус усиков длинный, достигает середины проторокса. Вид был впервые описан в 1972 году и несколько раз менял систематическое положение. От двух других близких видов из балтийского янтаря отличается строением усиков, глаз и груди и размерами. Вместе с видами Paonaupactus gracilis, Paonaupactus katyae и Paonaupactus  sitonitoides включён в состав рода Paonaupactus Voss 1953.